# Pandanus longistylus
Pandanus longistylus là một loài thực vật có hoa trong họ Dứa dại. Loài này được Martelli & Pic.Serm. miêu tả khoa học đầu tiên năm 1951.